# Frank Visser
Frank Visser (* 17. September 1958 in Voorburg) ist ein niederländischer Autor, Theosoph und Religionspsychologe. Er ist der Autor mehrerer Bücher, darunter eine Biographie von Ken Wilber. Er ist der Webmaster von Integral World (ehemals The World of Ken Wilber), einer Website mit Artikeln und Kritiken zur Philosophie Ken Wilbers.
Visser arbeitete in den 1990er Jahren im Umfeld von Buchverlagen, wandte sich aber etwa ab 1997 dem Publizieren im Internet zu. Von 1999 bis 2005 arbeitete er für Intel Europe. Er war der Test Manager des Nokia-Spiels "20Lives" und Webmaster von Peugeot.nl.
Gegenwärtig arbeitet er als Service Desk Manager für die Kaffee- und Teemarke Sara Lee bei der niederländischen Interagentur Lost Boys.

## WebsiteIntegral World
Integral World ist eine von Visser betriebene Website. Sie enthält über 2000 Essays über Ken Wilbers Integrale Theorie.
Der ursprüngliche Titel der Seite lautete "World of Ken Wilber". Die Seite wurde 2004 auf Bitten von Ken Wilber umbenannt.

## Bibliographie
- Occult Worldview, 1984 (niederländisch)
- Occult Essays, 1985 (niederländisch)
- Seven Spheres, 1995 (niederländisch)
- Ken Wilber: Thought as Passion (Ausgaben: niederländisch 2001, deutsch 2002, englisch und polnisch 2003, spanisch 2004), deutsch als "Ken Wilber – Denker aus Passion." ISBN 3-936486-00-X.